# سیارک ۳۶۷۹
سیارک ۳۶۷۹ (به انگلیسی: 3679 Condruses، نامگذاری:1984DT) سه هزار و ششصد و هفتاد و نهمین سیارک کشف شده‌است که در ۲۴ فوریه ۱۹۸۴ کشف شد.
قدر مطلق سیارک برابر ۱۳٫۶۰ است.